# Raul Costin
Raul Răzvan Costin (* 29. Januar 1985 in Moldova Nouă) ist ein rumänischer ehemaliger Fußballspieler.

## Karriere
Aus der Jugend des FC Național Bukarest hervorgegangen begann die Karriere von Costin beim FC Sibiu in der Divizia B. Die Saison 2005/06 endete mit dem Abstieg. Costin kehrte zum FC Național in die Liga 1 zurück, wo er am 19. August 2006 debütierte. Er kam nur unregelmäßig zum Einsatz und konnte den Abstieg 2007 nicht verhindern. Er blieb dem Klub auch in der Liga II treu. Im Jahr 2008 schloss er sich dem Ligakonkurrenten Dacia Mioveni an, der gerade aus der Liga 1 abgestiegen war. Unter Trainer Iordan Eftimie wurde er zum Stammspieler und erzielte zwölf Tore. Die Mannschaft verpasste den angestrebten Wiederaufstieg, so dass Costin den Klub im Sommer 2009 zum Erstligisten FC Vaslui verließ. Dort schloss er seine erste Saison auf dem dritten Platz ab und erreichte das Pokalfinale 2010. Dadurch qualifizierte er sich mit seinem neuen Verein für die Europa League und schied dort in den Play-offs aus. Auch die Spielzeit 2010/11 schloss er mit seinem Team auf dem dritten Rang ab, was aufgrund des Lizenzentzugs für den Vizemeister FC Timișoara die Teilnahme an der Qualifikation zur Champions League bedeutete. Im Sommer 2013 wechselte er zum aserbaidschanischen Verein PFK Simurq Zaqatala. Ein Jahr später kehrte er zu Universitatea Cluj nach Rumänien zurück. Mit „U Cluj“ musste am Ende der Saison 2014/15 absteigen. Er wechselte zum FC Botoșani, verließ diesen Anfang 2016 aber wieder zu Rapid Bukarest in die Liga II. Mit Rapid gelang ihm am Ende der Spielzeit 2015/16 der Aufstieg in die Liga 1. Da dem Klub aus finanziellen Gründen die Aufnahme verwehrt wurde, schloss er sich im Sommer 2016 ASA Târgu Mureș an. Schon zwei Monate später verpflichtete ihn Ligakonkurrent CS Concordia Chiajna. Auch hier war Costin nur eine Saison. Zwei Jahre bei FC Argeș Pitești und eines beim CS Mioveni folgten. Seit 2020 spielt er erneut bei Rapid Bukarest.

## Erfolge
- Rumänischer Pokalfinalist: 2010